# Prostituce v Nigeru
Prostituce v Nigeru je ilegální, ale běžná ve městech, v blízkosti důlních oblastí a kolem vojenských základem. Organizace UNAIDS odhaduje, že v zemi žije 46 630 sexuálních pracovníků. Mnoho z nich se živí prostitucí kvůli chudobě. Některé nigerijské prostitutky nabízí své služby na hranicích s Nigerem, protože je tato země vnímána jako přívětivější s menší pravděpodobností, že zde budou stíhány. I nigerijští muži dávají přednost překročení hranic při hledání placeného sexu, neboť trestem za „zakoupení ženy“ v islámské Nigérii je padesát ran bičem.
V roce 2017 nigerská vláda nařídila omezení prostituce v celé zemi.

## HIV
Problémem v Nigeru je prevalence HIV. Preventivní opatření, včetně distribuce kondomů, přinesla její pokles. Jednou z vysoce rizikových skupin obyvatelstva jsou prostitutky. Podle odhadů UNAIDS z roku 2016 byla prevalence HIV mezi sexuálními pracovníky 17 %.

## Sex trafficking
Niger je zdrojovou, tranzitní i cílovou zemí pro ženy a děti, které jsou oběťmi sex traffickingu. Oběti z Beninu, Burkiny Faso, Kamerunu, Ghany, Mali, Nigérie a Toga jsou v Nigeru vystaveny sexuálnímu vykořisťování. Zkorumpovaní marabouti či volně organizované tajné sítě získávají nigerské dívky pro prostituci. Jsou také vystaveny sex traffickingu v příhraničních oblastech s Nigérií a na jejich zneužívání se někdy spoluúčastí jejich rodiny. V departmentu Tahoua v Nigeru mohou být někdy dívky nuceny do manželství a když uprchnou z těchto svazků, stávají se často oběťmi obchodu se sexem.
Nigerské ženy a děti rekrutované v jejich vlasti jsou dopravovány do Nigérie, Severní Afriky, na Střední východ a do Evropy, kde se stávají oběťmi sex traffickingu. Překupníci provádí především malé, nezávislé operace ve volně organizovaných sítích jednotlivců, včetně některých maraboutů. Objevují se nezávislí podnikatelé (muži i ženy) a nelicencované cestovní kanceláře, které rekrutují ženy za účelem prostitutce na Středním východě či v severní Nigérii.
Niger je také tranzitní zemí pro ženy a děti ze západní a střední Afriky směřující do severní Afriky a západní Evropy, které jsou někdy oběťmi obchodu se sexem. V některých případech orgány činné v trestním řízení a pohraniční úředníci přijímají úplatky od překupníků, aby usnadnili přepravu obětí po celé zemi.